# Codice marziale
Codice marziale è un film del 1990 diretto da Steve Cohen. Il film è il primo capitolo della saga Codice marziale.

## Trama
Per combattere il crimine nelle strade viene istituito uno speciale gruppo di poliziotti, i quali oltre alle armi usano anche le arti marziali.

## Il film
Malgrado le coreografie di Philip Tan, il film non si distingue per la qualità dei combattimenti. Comunque riscuote un discreto successo fra gli amanti del genere, grazie anche ai suoi tre sequel.